# Ayesha Jhulka
Ayesha Jhulka (Srinagar, 28 juli 1972) is een Indiaas actrice die voornamelijk in de Hindi filmindustrie actief is.

## Filmografie

### Films
| Jaar | Film                            | Rol                | Opmerking                          |
| ---- | ------------------------------- | ------------------ | ---------------------------------- |
| 1990 | Neti Siddhartha                 | Basanti            | Telugu film                        |
| 1991 | Kurbaan                         | Chandra Singh      |                                    |
| 1991 | Meet Mere Man Ke                | Kiran              |                                    |
| 1991 | Hai Meri Jaan                   | Neelam             |                                    |
| 1991 | Katha Dilam                     | Anita              | Bengaalse film                     |
| 1992 | Mashooq                         | Nisha Rai          |                                    |
| 1992 | Khiladi                         | Neelam Choudhury   |                                    |
| 1992 | Jo Jeeta Wohi Sikandar          | Anjali             |                                    |
| 1992 | Anaam                           | Meghna             |                                    |
| 1993 | Kohra                           | Nisha              |                                    |
| 1993 | Kaise Kaise Rishte              | Pooja              |                                    |
| 1993 | Balmaa                          | Madhu              |                                    |
| 1993 | Meherbaan                       | Chanda             |                                    |
| 1993 | Sangraam                        | Pallavi K. Singh   |                                    |
| 1993 | Dalaal                          | Roopali            |                                    |
| 1993 | Rang                            | Pooja Malhotra     |                                    |
| 1993 | Waqt Hamara Hai                 | Ayesha             |                                    |
| 1993 | Dil Ki Baazi                    | Aarti              |                                    |
| 1993 | Aulad Ke Dushman                | Shalu Kumar        |                                    |
| 1994 | Brahma                          | Asha               |                                    |
| 1994 | Ekka Raja Rani                  | Barkha             |                                    |
| 1994 | Jai Kishen                      | Asha               |                                    |
| 1994 | Maha Shaktishaali               | Poonam             |                                    |
| 1995 | Akele Hum Akele Tum             | award uitreiker    | gastoptreden                       |
| 1995 | Aashique Mastaane               | Malti              |                                    |
| 1996 | Masoom                          | Chanda             |                                    |
| 1996 | Muqaddar                        | Meena              |                                    |
| 1996 | Apne Dam Par                    |                    | in nummer "Aara Hile Chapara Hile" |
| 1997 | Chachi 420                      | Ratna              | gastoptreden                       |
| 1997 | Vishwavidhaata                  | Radha Khanna       |                                    |
| 1997 | Judge Mujrim                    |                    | in nummer "Laila O Laila "         |
| 1997 | Suraj                           | Ramkali            |                                    |
| 1997 | Ghunghat                        | Daksha             |                                    |
| 1998 | Deewana Hoon Pagal Nahi         |                    |                                    |
| 1998 | Dand Nayak                      | Naina              |                                    |
| 1998 | Kanasalu Neene Manasalu Neene   |                    | Kannada film                       |
| 1998 | Mafia Raaj                      | Kanchan            |                                    |
| 1998 | Barood                          |                    | in nummer "Mach Gaya Shor"         |
| 1998 | Himmatwala                      | Radha              |                                    |
| 1998 | Sar Utha Ke Jiyo                |                    |                                    |
| 1999 | Purush                          |                    | in nummer "Kahani Kismat Ki"       |
| 1999 | Phool Aur Aag                   |                    | in nummer "Main Gaaon Dil Gaaye"   |
| 1999 | Hote Hote Pyar Ho Gaya          | Shobha             |                                    |
| 1999 | Kohram: The Explosion           | Sweety             |                                    |
| 1999 | Kahani Kismat Ki                | Pooja              |                                    |
| 1999 | Sar Ankhon Par                  | haarzelf           | gastoptreden                       |
| 2000 | Khalsa Mero Roop Hai Khaas      | Channi             |                                    |
| 2000 | Piyo Gayo Pardesh               |                    | Gujarati film                      |
| 2000 | Shikaar                         | Anju Gupta         |                                    |
| 2001 | Hadh: Life on the Edge of Death |                    |                                    |
| 2001 | Censor                          | Shakeela           |                                    |
| 2002 | Amma                            | Roopa              |                                    |
| 2003 | Aanch                           | Devangi M. Thakur  |                                    |
| 2004 | Ladakhoo                        |                    |                                    |
| 2004 | Run                             | Shivani            |                                    |
| 2004 | Jai                             | moeder van Jai     | Telugu film                        |
| 2004 | Kuch To Gadbad Hai              | Rashmi S. Khanna   |                                    |
| 2005 | Yaad Rakhenge Aap               |                    |                                    |
| 2005 | Socha Na Tha                    | Namita             |                                    |
| 2005 | Double Cross: Ek Dhoka          | Sonia              |                                    |
| 2006 | Umrao Jaan                      | Khurshid           |                                    |
| 2006 | Janani                          | Urmila             |                                    |
| 2006 | Rakate Lekhichi Naa             | Ritu Mahapatra     | Odia film                          |
| 2010 | ADA...A Way of Life             | Amina Anand        |                                    |
| 2014 | Dil Bhi Khaali Jeb Bhi Khaali   |                    |                                    |
| 2018 | Genius                          | moeder van Nandini |                                    |

### Televisie
| Jaar | Programma             | Rol               |
| ---- | --------------------- | ----------------- |
| 2003 | Kabhie Kabhie         | Devpriya/ Devjani |
| 2021 | The Kapil Sharma Show | gast              |